# Merthyr Tydfil
Merthyr Tydfil (kymriska: Merthyr Tudful) är en ort i kommunen Merthyr Tydfil i södra Wales. Staden ligger i det bevarade grevskapet Mid Glamorgan och det historiska grevskapet Glamorgan. Orten har 43 820 invånare (2011), kommunen hade 58 802 invånare (2011). Tätorten (inklusive Abercanaid och Troedyrhiw) hade 35 488 invånare vid folkräkningen 2001, på en yta av 9,87 kvadratkilometer.
Före den industriella revolutionen var Merthyr Tydfil en liten landsbygd. Men den låg nära förekomster av järnmalm, kol, kalksten och vatten, något som gjorde platsen idealisk för järnverk. Detta gjorde till att den år 1851 var Wales största stad, med 46 000 invånare. Merthyr Tydfils invånarantal nådde sin höjdpunkt 1911, med 80 990 invånare. Därefter har staden stadigt tappat befolkning, speciellt under 1920- och 1930-talen. Läget har dock stabiliserats under senare tid.
Dagens gränser fastställdes 1974. Den tidigare landstingsfria kommunen (county borough) blev något utvidgad så att den också täckte Vaynor i Glamorgan och Bedlinog i Breconshire, och blev omdefinierad till ett distrikt i Mid Glamorgan. Den 1 april 1996 blev distriktet återigen en county borough.
Stadens fotbollsklubb heter Merthyr Tydfil FC, med smeknamnet The Martyrs.
Merthyr Tydfil var värdstad för den nationella Eisteddfodfestivalen år 1881 och 1901.